# Dág
Dág (németül: Dachau) község Komárom-Esztergom vármegyében, az Esztergomi járásban.

## Fekvése
Dág község a Gerecse és Pilis koszorúzta völgy keleti részén fekszik, Budapesttől 29, Esztergomtól 17, Dorogtól 8 kilométer távolságra helyezkedik el, nagyjából Szentendrével azonos földrajzi szélességen. Szomszédos települések: Csolnok, Leányvár, Pilisjászfalu, Úny, Máriahalom és Sárisáp. A települést három kiemelkedés fogja közre: a Károly-hegy, a Ló-hegy és a Templom-hegy.

## Közlekedés
A község főutcája a Dorog-Tinnye közötti 1106-os út, amelyből a település határában ágazik el az 1121-es út Sárisáp-Annavölgy-Ebszőnybánya-Nagysáp irányába.

## Története
Dág falut 1181-ben, majd 1222-ben említik először az oklevelek, Dagu alakban. 1238-ban Dag, 1283-ban Daag, 1332-ben Dag alakokban fordul elő.
1262-ben Mária királyné Herman comesnek adományozta a falut. Ekkor már Szent Mihályról elnevezett templomát is megemlítik.
1323-ban Károly Róberttől a Vitéz család kapja adományba Dágot, de később visszavette, majd az 1300-as évek végén Vörös László-nak adta. 1364-ben Péter és Herman van tulajdonosaként jegyezve.
1415-ben Garai János közbenjárására újból a Vitéz családé, aki 1472-ben az esztergomi főkáptalannak adományozta.
Dág sem kerülhette el a török pusztítást, mert az 1570-évi adóösszeírás már lakatlan pusztaként említi.
A falu csak az 1700-as évek elején települt újra, nagyrészt felvidéki szlovák telepesekkel, majd később a környező településekről átköltöző németekkel. Az 1715-1720-as adóösszeírásban Kiscsévhez tartozó puszta. 1732-ben már az esztergomi káptalan birtokaként jegyzik fel.
1805-ben különvált Kiscsévtől, de nem sokkal később a közben pusztává vált Kiscsévet is hozzácsatolják.
1944. december 25-én hajnalban a falu szovjet kézre került a 181. harckocsidandár által. 1966-ban a falu határában szántás közben találtak egy az 1200-as évekből származó harangot. A feltételezések szerint a török fosztogatás elől rejtették el annak idején. Magyarország legrégebbi harangja, mely a település címerében is helyet kapott. A harang az esztergomi Balassi Bálint Múzeumban található.

## Közélete

### Polgármesterei
- 1990–1994: Mayer Ferencné (független)[5]
- 1994–1998: Mayer Ferencné (független)[6]
- 1998–2002: Mayer Ferencné (független)[7]
- 2002–2006: Mayer Ferencné (független)[8]
- 2006–2010: Steiner Tamás (független)[9]
- 2010–2014: Steiner Tamás (független)[10]
- 2014–2019: Steiner Tamás (független)[11]
- 2019–2024: Steiner Tamás (független)[12]
- 2024– : Steiner Tamás (független)[1]

## Népesség
A település népességének változása:
| Lakosok száma | 948  | 949  | 946  | 952  | 935  | 931  | 913  |
|               | 2013 | 2014 | 2015 | 2021 | 2022 | 2023 | 2024 |

A 2011-es népszámlálás során a lakosok 89,3%-a magyarnak, 0,3% cigánynak, 31,5% németnek, 0,2% románnak, 1,5% szlováknak mondta magát (10,6% nem nyilatkozott; a kettős identitások miatt a végösszeg nagyobb lehet 100%-nál). A vallási megoszlás a következő volt: római katolikus 61,5%, református 4,3%, evangélikus 0,1%, görögkatolikus 0,2%, felekezeten kívüli 10,8% (22,4% nem nyilatkozott).
2022-ben a lakosság 90,1%-a vallotta magát magyarnak, 10,5% németnek, 0,2% ukránnak, 0,2% szlováknak, 0,1% cigánynak, 1,8% egyéb, nem hazai nemzetiségűnek (9,9% nem nyilatkozott; a kettős identitások miatt a végösszeg nagyobb lehet 100%-nál). Vallásuk szerint 40,3% volt római katolikus, 4% református, 1,9% görög katolikus, 0,5% evangélikus, 1,1% egyéb keresztény, 1,2% egyéb katolikus, 11,4% felekezeten kívüli (39,6% nem válaszolt).

## Nevezetességei
- 1826-ban klasszicista stílusban épült római katolikus temploma.
- Dág nevezetes röplabdacsapatáról is, amely 2008-ban, története során először elődöntőbe jutott a magyar bajnokságban.[15] 2016-ban a dági röplabdacsapat immár harmadszorra ért el harmadik helyezést a Magyar Kupában.[16]